# Holotrichia pallidipennis
Holotrichia pallidipennis är en skalbaggsart som beskrevs av Gilbert John Arrow 1946. Holotrichia pallidipennis ingår i släktet Holotrichia och familjen Melolonthidae. Inga underarter finns listade i Catalogue of Life.